# Velefique
Velefique ist ein Ort und eine spanische Gemeinde in der Comarca Filabres-Tabernas der Provinz Almería in der Autonomen Gemeinschaft Andalusien. Die Bevölkerung von Velefique bestand im Jahr 2024 aus 246 Einwohnern. 

## Geografie
Velefique liegt im Landesinneren der Provinz Almería in einer Höhe von ca. 925 m. Die Provinzhauptstadt Almería liegt in etwa 50 Kilometer südlicher Entfernung. 

## Bevölkerungsentwicklung
| Jahr      | 1970 | 1981 | 1991 | 2001 | 2011 | 2021 |
| Einwohner | 600  | 475  | 370  | 318  | 303  | 235  |

## Sehenswürdigkeiten
- Marienkirche (Iglesia de Santa María)